# Briefe von zu Haus
Briefe von zu Haus (Originaltitel: News from Home) ist ein Film von Chantal Akerman aus dem Jahr 1977.

## Handlung
New York, Mitte der 1970er Jahre. Ansichten belebter und unbelebter Straßen, der New York Subway und – in der langen Schlusseinstellung – Manhattans, von der sich entfernenden Staten Island Ferry aus aufgenommen. Dazu liest Chantal Akerman an sie gerichtete Briefe ihrer Mutter vor – geschrieben in Brüssel, gesendet an die im fernen New York lebende Tochter.